# مو کیل
مو کیل (به انگلیسی: Moe Keale) زاده ۳ دسامبر ۱۹۳۹ - درگذشته ۱۵ آوریل ۲۰۰۲) موسیقی‌دان، نوازندهٔ پرآوازه یوکللی و بازیگر کاهوناتبار اهل ایالات متحده آمریکا بود.
از فیلم‌ها یا مجموعه‌های تلویزیونی که وی در آن‌ها نقش داشته است، می‌توان به مجموعه تلویزیونی هاوایی فایو-او از ۱۹۷۱ تا ۱۹۸۰ و مجموعه تلویزیونی فرشتگان چارلی در ۱۹۸۰ اشاره نمود.